# Ivan Ribar
Ivan Ribar, jugoslovanski (hrvaški) odvetnik in politik, * 21. januar 1881, Vukmanić, Avstro-Ogrska,  † 11. junij 1968, Zagreb, Jugoslavija.
Ivan Ribar se je rodil v kraju Vukmanić blizu Karlovca. Doktoriral je iz pravne znanosti. Bil je eden izmed ustanoviteljev hrvaške Ljudske demokratske stranke ter poslanec ogrskega parlamenta v Budimpešti. Leta 1920 je bil Ivan Ribar izvoljen za predsednika demokratske stranke, kasneje pa za predsednika glavnega odbora. Predsedoval je tudi ustavodajni skupščini. Po ukinitvi ustave leta 1929 je s svojo stranko vstopil v opozicijo, po letu 1937 pa je deloval v levem krilu stranke. 
Leta 1941 se je vključil v narodnoosvobodilno vojno (NOV), bil je predsednik prvega in drugega zasedanja AVNOJ. V drugi svetovni vojni je izgubil oba svoja sinova partizana, izmed katerih je bil mlajši, Ivo Lola Ribar, sekretar SKOJ-a in narodni heroj. Kot gost se je udeležil Zbora odposlancev slovenskega naroda v Kočevju. Po osvoboditvi Jugoslavije izpod fašizma je Ribar kot predsednik vodil začasno ljudsko skupščino, zatem pa med letoma 1945 in 1953 prezidij ljudske skupščine, kar pomeni, da je bil formalni poglavar države. Umrl je v Zagrebu leta 1968, star 87 let.
Ivan Ribar je objavil knjigi Hrvatsko-srbska koalicija in Politički zapisi.